# Alice
För andra betydelser, se Alice (olika betydelser).

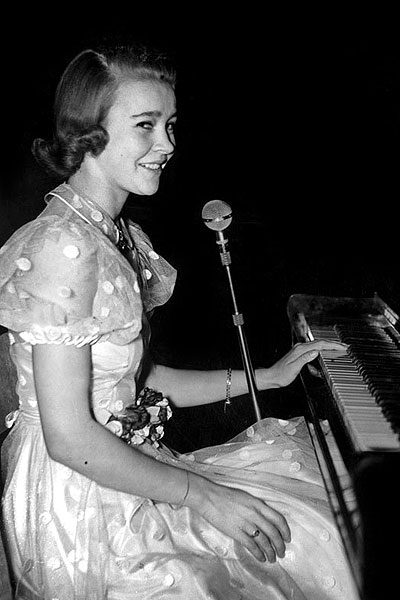
Den svenska sångerskan Alice Babs

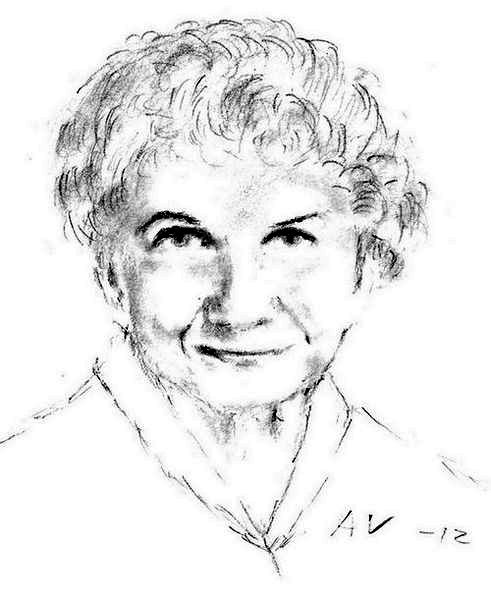
Alice Munro, 2013 års nobelpristagare i litteratur.

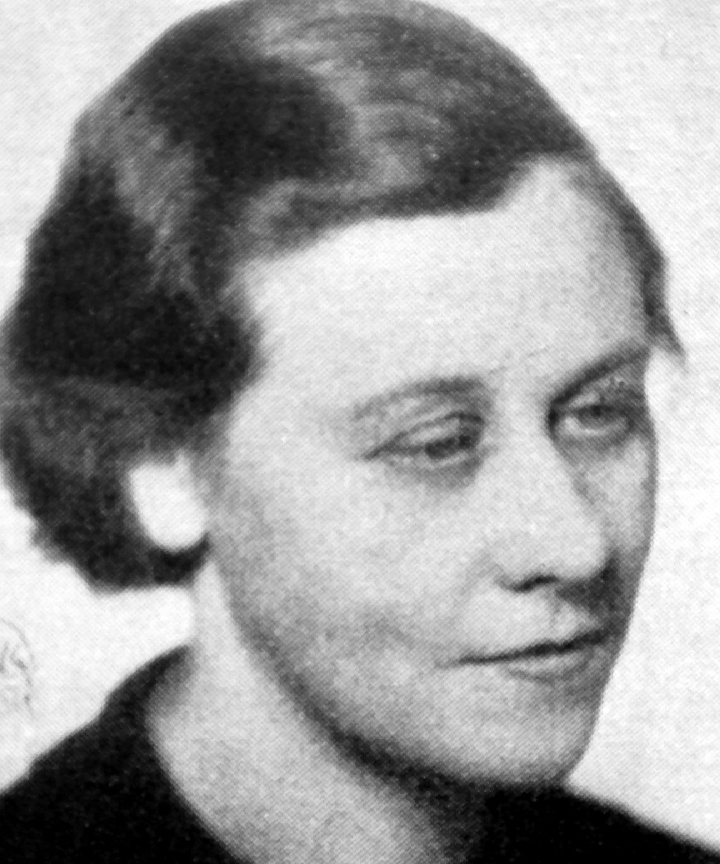
Författaren Alice Lyttkens

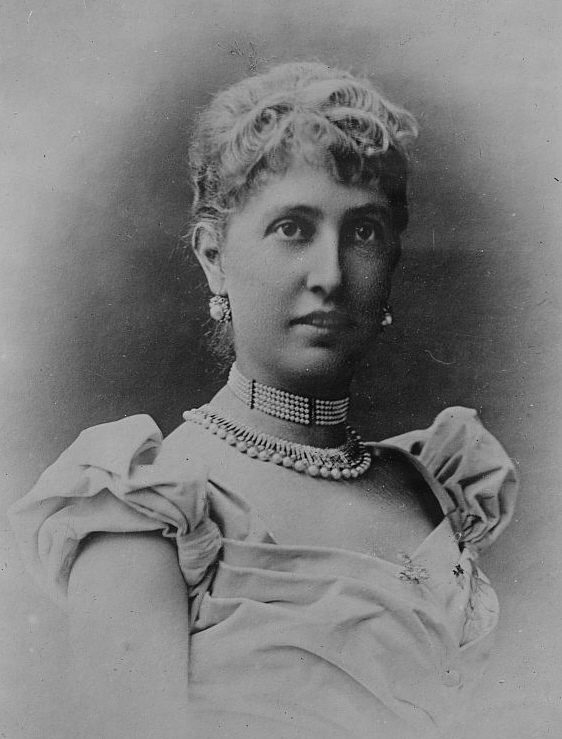
Alice Heine, furstinna av Monaco.

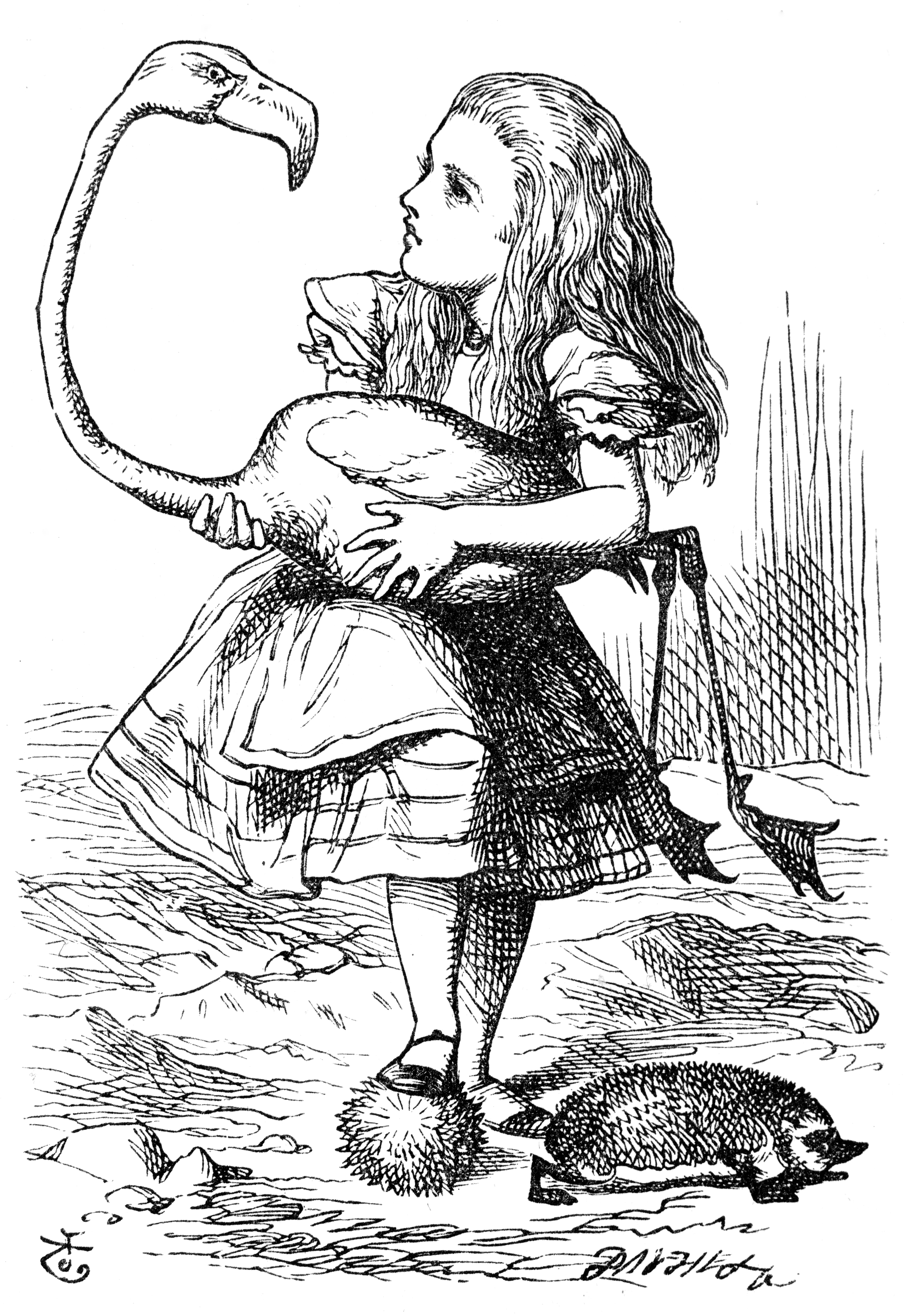
Alice i Underlandet.

Kvinnonamnet Alice är en fransk och engelsk form av det tyska namnet Adelheid (ursprungligen Adalheidis) som är sammansatt av ord som betyder ädel och ljus. Kortformen Adalis blev till Aliz på franska och på 1100-talet uppstod även en latiniserad form av namnet – Alicia.
I mitten av 1800-talet blev Alice ett populärt dopnamn i flera europeiska länder, framför allt i England där romantikens diktare hade tagit upp namnet igen. Det äldsta belägget för namnet i Sverige är från år 1841 och det kom snabbt att bli ett modenamn (redan under andra halvan av 1800-talet). Lewis Carrolls berömda barnbok Alice i Underlandet publicerades 1865 och bidrog till spridningen av namnet. Under mitten av 1900-talet ansågs Alice vara omodernt, men namnet fick ett nytt, rejält uppsving i slutet av seklet och under 2000-talet har det varit ett av de vanligaste namnen bland nyfödda flickor.
Den 31 december 2014 fanns det totalt 36 119 kvinnor folkbokförda i Sverige med namnet Alice, varav 17 075 bar det som tilltalsnamn.
Namnsdag i Sverige: 23 juni, (1986-2000: 17 juli). I den finlandssvenska namnsdagslängden har Alice namnsdag 14 juli sedan starten 1929, då en egen namnsdagskalender togs i bruk för finlandssvenskar.

## Allis
Allis är en stavningsvariant av Alice. Den 31 december 2014 fanns det totalt 512 kvinnor folkbokförda i Sverige med namnet Allis, varav 363 bar det som tilltalsnamn. De flesta är födda på 1920-talet. Under 1990-talet fick namnformen dock ett litet uppsving som nog kan tillskrivas boken och tv-serien Allis med is.

## Personer med namnet Alice och Allis
- Prinsessan Alice, grevinna av Athlone, brittisk prinsessa
- Alice av Battenberg, grekisk prinsessa
- Alice av Champagne, drottning av Cypern
- Alice av Storbritannien, storhertiginna av Hessen, brittisk prinsessa
- Alice (Carla Bissi), italiensk sångerska
- Alice Babs, svensk sångerska och skådespelerska
- Alice Bah Kuhnke, svensk programledare, f.d. statsråd (mp)
- Alice Braga, brasiliansk skådespelerska
- Alice Brown, amerikansk friidrottare
- Alice Calhoun, amerikansk författare
- Alice Coltrane, amerikansk musiker
- Alice Cooper, amerikansk rockartist
- Alice Durand, fransk författare
- Alice Eklund, svensk skådespelerska och regissör
- Alice Faye, amerikansk skådespelare
- Alice Guy-Blaché, fransk regissör
- Alice Hathaway Lee Roosevelt, maka till den amerikanske presidenten Theodore Roosevelt
- Alice Hegan Rice, amerikansk författare
- Alice Heine, furstinna av Monaco
- Alice Isgren, svensk författare
- Alice Kaira, finländsk målare
- Alice Krige, sydafrikansk skådespelare
- Alice Lyttkens, svensk författare
- Alice Marble, amerikansk tennisspelare
- Alice Miller, polsk-schweizisk psykolog och författare
- Alice Montagu-Douglas-Scott, brittisk prinsessa
- Alice Munro, kanadensisk författare, nobelpristagare
- Alice V. Morris, amerikansk lingvist
- Alice Nordin, svensk skulptör
- Alice O'Fredericks, svensk-dansk skådespelerska och regissör
- Alice Oates, amerikansk skådespelerska
- Alice Perrers, älskarinna till kung Edvard III av England
- Alice Sebold, amerikansk författare
- Alice Sheldon, amerikansk författare
- Alice Skoglund, svensk skådespelerska
- Alice Sommer Herz, tjeckisk musiker
- Alice Sommerlath, drottning Silvias mor
- Alice Svensson, svensk sångerska
- Alice Tegnér, svensk tonsättare
- Alice Teodorescu Måwe, svensk jurist, ledarskribent och politiker
- Alice Terry, amerikansk skådespelare
- Alice Timander, svenskt premiärlejon
- Alice B. Toklas
- Alice Trolle-Wachtmeister, svensk grevinna och överhovmästarinna
- Alice Walker, amerikansk författare
- Alice Jane Chandler Webster, amerikansk författare
- Alice Åström, svensk politiker (V)

## Fiktiva personer med namnet Alice och Allis
- Alice i underlandet, huvudperson i barnböcker av Lewis Carroll utgivna 1865 och 1871. Böckerna har filmats flera gånger.
- Alice, en skådespelerska som är gift med kaptenen Edgar i August Strindbergs drama Dödsdansen från 1901.[7]
- Alice Longbottom, person i J.K. Rowlings ungdomsböcker om Harry Potter.
- Allis med is, barn- och ungdomsbok av Gunilla Linn Persson, även tv-serie

## Artistnamn
- Alice Cooper, musiker (man)
- Alice DeeJay, nederländsk trance- och eurodancegrupp
- Alice in Chains, amerikanskt grungeband
- Alice in Videoland, svenskt band